# Harsiese I.
Harsiese war Hohepriester des Amun in Theben während der 22. Dynastie (Dritte Zwischenzeit) um 874 bis 860 v. Chr. Er war der Sohn des Hohepriesters von Theben und Pharao Scheschonq II. Sein Vorgänger im Amt des Hohepriesters war Smendes III. Harsiese ist Gegenkönig zu den Libyern.

## Amtsübernahme
Da sein Vater auch schon Hohepriester des Amun in Theben war, ist die Regel verletzt worden, nach der kein Sohn eines Hohepriesters auch wieder dieses Amt übernehmen darf. Damit sollte verhindert werden, dass eine Gegendynastie zur eigentlichen Herrscherdynastie entsteht. Verwandtschaftlich stammt er von der 21. Dynastie ab. Das weckte die Hoffnung der Thebaner, die Unabhängigkeit von den Libyerkönigen aus Tanis zu erreichen.

## Herrschaft
Harsiese erhebt durch die Annahme von Horus- und Thronname Anspruch auf die Pharaonenwürde. Er schafft sich lokale Allianzen mit einflussreichen thebanischen Familien. Seine Stellung ist mit der des Hohepriesters und Königs Pinudjem I. während der Regierung Smendes I. und Psusennes I. in der 21. Dynastie vergleichbar. Wie er selbst von seinem Vater zum Hohepriester eingesetzt wurde, so setzt er jetzt seinen Sohn, dessen Name nicht überliefert ist, ebenfalls in dieses Amt ein.

## Sein Grab
Harsiese ist unterhalb der Umfassungsmauer des kleinen Tempels der 18. Dynastie in Medinet Habu bestattet. Sein Grab besteht aus einem abführenden Gang, Vor- und Grabkammer. Es wurde aus Sandsteinblöcken zerstörter Gebäude Ramses III. errichtet. Sein Sarg gehörte ursprünglich der Königin Henutmire, einer Tochter Ramses II. Von seinem Begräbnis sind die Kanopenkrüge und Uschebtis erhalten, sowie der Schädel Harsieses, der ein teilweise verheiltes Loch in der vorderen Schädeldecke aufweist (Trepanation oder Verletzung durch eine Waffe?).